# Special Olympics Österreich

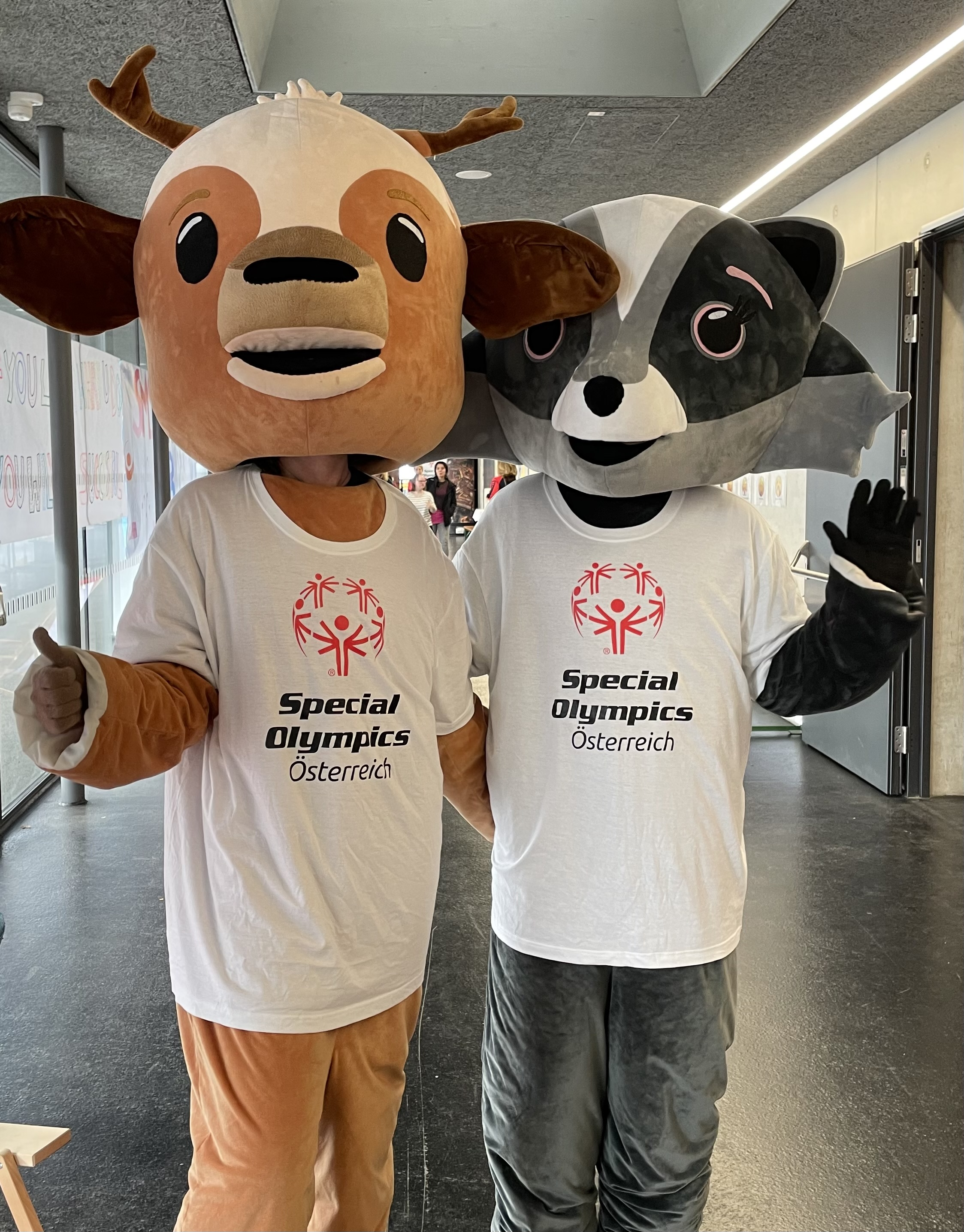
Maskottchen bei den Nationalen Winterspielen 2024

Special Olympics Österreich (englisch: Special Olympics Austria) ist der österreichische Verband von Special Olympics International. Sein Ziel ist die Förderung von Sport für Menschen mit geistiger Beeinträchtigung und die Sensibilisierung der Gesellschaft für diese Mitmenschen. Außerdem betreut er die österreichischen Athleten bei den Special Olympics Wettkämpfen.

## Geschichte
Special Olympics Österreich wurde 1993 mit Sitz in Schladming gegründet. Treibende Kraft dahinter war Marc Angelini, der mit der Idee an die Gründerin und zu jener Zeit Präsidentin der steirischen Lebenshilfe, Maria Pachleitner, herantrat. Zusammen holten sie den damaligen Bürgermeister von Schladming, Hermann Kröll, ins Boot, der auch seit 1993 Ehrenpräsident von Special Olympics Austria ist. In Schladming wurden 1993 die ersten Special Olympics Winterspiele außerhalb von Nordamerika ausgetragen und 2017 war Österreich das erste Land neben den USA, in welchem die Special Olympics ein zweites Mal stattfanden.
Im Oktober 2024 wurde Laurenz Maresch für eine Amtszeit von drei Jahren zum Präsidenten gewählt, er folgte in dieser Funktion Peter Ritter nach.

## Aktivitäten
2023 waren mehr als 2.600 Sportler/-innen und Unified-Partner/-innen sowie 800 Trainer bei Special Olympics Österreich aktiv.
Der Verband nimmt an den Programmen Law Enforcement Torch Run (LETR), Athlete Leadership, Family Support Network (FSN) und Young Athletes teil, die von Special Olympics International ins Leben gerufen worden waren.
Seit 1994 finden nationale Spiele regelmäßig in Österreich statt, alle zwei Jahre wechseln sich Sommer- und Winterspiele ab. Die 7. nationalen Winterspiele werden im März 2024 in der Steiermark ausgetragen.

### Sportarten
Folgende Sportarten werden vom Verband angeboten:
- Badminton (Special Olympics)
- Basketball (Special Olympics)
- Beach Volleyball
- Boccia (Special Olympics)
- Bowling (Special Olympics)
- Eiskunstlauf (Special Olympics)
- Floorball
- Floor Hockey
- Freiwasserschwimmen
- Fußball (Special Olympics)
- Golf (Special Olympics)
- Handball (Special Olympics)
- ID-Judo
- Kanusport (Special Olympics)
- Kraftdreikampf (Special Olympics)
- Leichtathletik (Special Olympics)
- Radsport (Special Olympics)
- Reiten (Special Olympics)
- Roller Skating (Special Olympics)
- Rhythmische Sportgymnastik (Special Olympics)
- Schwimmen (Special Olympics)
- Schneeschuhlaufen (Special Olympics)
- Schwimmen (Special Olympics)
- Segeln (Special Olympics)
- Short Track (Special Olympics)
- Ski Alpin (Special Olympics)
- Skilanglauf (Special Olympics)
- Snowboarding (Special Olympics)
- Tanzen (Special Olympics)
- Tennis (Special Olympics)
- Tischtennis (Special Olympics)
- Turnen (Special Olympics)
- Volleyball (Special Olympics)
- Walking

### Teilnahme an Weltspielen vor 2020
(Quelle: )
- 2007 Special Olympics World Summer Games, Shanghai, China (120 Athletinnen und Athleten)
- 2009 Special Olympics World Winter Games, Boise, USA (70 Athletinnen und Athleten)
- 2011 Special Olympics World Summer Games, Athen (120 Athletinnen und Athleten)
- 2013 Special Olympics World Winter Games, PyeongChang, Südkorea (63 Athletinnen und Athleten)
- 2015 Special Olympics World Summer Games, Los Angeles, USA (78 Athletinnen und Athleten)
- 2017 Special Olympics World Winter Games, Schladming/Graz, Austria (321 athletes)
- 2019 Special Olympics World Summer Games, Abu Dhabi, VAR (64 athletes and partners)

### Teilnahme an den Special Olympics World Summer Games 2023 in Berlin
Special Olympics Österreich nahm an den Special Olympics World Summer Games 2023 teil. Die Delegation wurde vor den Spielen im Rahmen des Host Town Program von Nürnberg betreut. Das österreichische Team bestand aus 62 Personen. Das Team gewann bei diesen Weltspielen 13 Gold-, 16 Silber- und 17 Bronzemedaillen.

### Teilnahme an Weltspielen nach 2023
2025 Special Olympics World Winter Games, Turin, Italien (44 Athletinnen und Athleten)